# Basu Chatterjee
Pour les articles homonymes, voir Chatterjee.
Basu Chatterjee (né le 10 janvier 1930 à Ajmer (Rajasthan, Inde britannique) et mort le 4 juin 2020 à Bombay (district de Mumbai-banlieue, Inde)) est un réalisateur, assistant-réalisateur, scénariste et producteur indien de Bollywood.

## Biographie
D'origine bengalie, Basu Chatterjee a aussi réalisé des films en bengali et des séries télé.
Son œuvre est proche de celle de Hrishikesh Mukherjee, préoccupée du devenir des classes moyennes.
Parmi ses succès figurent Rajnigandha (1974), Dillagi, Chitchor, Choti Si Baat, Khatta Meetha, Ek Ruka Hua Faisla.

## Filmographie
- Uski Kahani (1966)
- Sara Akash (1969) (scénariste)
- Piya Ka Ghar (1972) (scénariste)
- Rajnigandha (1974) (scénariste)
- Us Paar (1974)
- Chhoti Si Baat (1976)
- Chitchor (1976)
- Daaku (1976)
- Safed Jhooth (1977)
- Priyatma (1977)
- Khatta Meetha (1977) (scénariste)
- Swami (1977) (scénariste)
- Tumhare Liye (1978)
- Ratan Deep (1979)
- Prem Vivah (1979)
- Chakravyuh (1979)
- Manzil (1979)
- Baton Baton Mein (1979)
- Do Ladke Dono Kadke (1979)
- Dillagi (1979) (scénariste)
- Man Pasand (1980)
- Apne Paraye (1980)
- Jeena Yahan (1981)
- Shaukeen (1982)
- Hamari Bahu Alka (1982) (scénariste)
- Pasand Apni Apni (1983) (producteur)
- Lakhon Ki Baat (1984) (scénariste, producteur)
- Pyari Behna (1985)
- Sheesha (1986)
- Chameli Ki Shaadi (1986)
- Ek Ruka Hua Faisla (1986) (producteur)
- Kirayedar (1986)
- Kamla Ki Maut (1990)
- Panchvati (1990)
- Gudgudee (1997)
- Triyacharittar (1997)
- Ek Ladki Bholi Bhali Si (2007)
- Prateeksha (2007)

## Récompenses
- 1971 : Filmfare Award Best Screenplay -
- 1976 : Filmfare Award Best Screenplay - Chhoti Si Baat
- 1977 : Filmfare Award Best Director - Swami
- 1990 : Filmfare Award Best Screenplay - Kamla Ki Maut